# 利奧波德二世 (利珀)
利奧波德二世（德語：Leopold II.，1796年11月6日—1851年1月1日），利珀親王，1802年至1851年在位。

## 家庭
1820年，利奧波德與施瓦茨堡-松德斯豪森親王金特·腓特烈·卡爾一世的女兒艾蜜莉（1800年—1867年）結婚，兩人共有5子3女：
1. 利奧波德三世（1821年—1875年）
2. 路易絲（1822年—1887年）
3. 沃爾德馬（1824年—1895年）
4. 弗蕾德里克（1825年—1897年）
5. 腓特烈（1827年—1854年）
6. 赫爾曼（1829年—1884年）
7. 亞歷山大（1831年—1905年）
8. 保琳（1834年—1906年）